# Nereidum Montes
Die Nereidum Montes, eine Bergkette von über tausend Kilometern Länge, sind Teil des nördlichen Randgebirges von Argyre Planitia, dem zweitgrößten Einschlagsbecken auf dem Mars.